# Bill Corsair
Bill Corsair est un acteur et un animateur de radio américain.

## Biographie
Dans les années 1970, il a enregistré un record Guinness en recevant 388 299 appels sur son émission radiophonique.

## Filmographie
- 1982 : Vortex : John Allen
- 1984 : Spraggue (TV)
- 1987 : Prise (Forever, Lulu) d'Amos Kollek : Blackmailer
- 1988 : La Main droite du diable (Betrayed) : Radio Caller
- 1990 : Présumé innocent (Presumed Innocent) : Reporter
- 1990 : The Return of Superfly (en) de Sig Shore (en) : Lt. Kinsella
- 1991 : Women & Men 2: In Love There Are No Rules (TV) : Radio Announcer
- 1998 : Meurtre parfait (A Perfect Murder) : Man In Taxi Dispute
- 1997 : The Chris Rock Show (série TV) : Boxing Referee (1999)
- 2000 : The Opponent : Boxing Referee
- 2001 : Sexy Devil : Aging Writer
- 2001 : Kate et Léopold : Limo Driver
- 2002 : Chicago : Newsreel Announcer (voix)
- 2006 : Johnny Montana : Abe
- 2009 : Confessions d'une accro du shopping (Confessions of a Shopaholic) de P. J. Hogan : le patron du stand de hot-dog

## Récompenses
2003 : Prix de l'union des acteurs américains pour son rôle dans Chicago.